# روی پخش کلیک نکن
روی پخش کلیک نکن (انگلیسی: Don't Click Play) سومین آلبوم استودیویی خوانندهٔ آمریکایی ایوا مکس است که قرار است در ۲۲ اوت ۲۰۲۵ توسط آتلانتیک رکوردز منتشر شود.

## پیش‌زمینه و توسعه
در سال ۲۰۲۳، ایوا مکس دومین آلبوم استودیویی خود با نام الماس‌ها و سکوهای رقص را منتشر کرد و نخستین تور کنسرت اصلی خود با عنوان بالاخره در تور (On Tour (Finally)) را برگزار نمود. او پس از پایان این تور در ماه سپتامبر، کار بر روی سومین آلبوم استودیویی خود را آغاز کرد. در مارس ۲۰۲۴، مکس پیش‌نمایشی از تک‌آهنگ «My Oh My» را در شبکه‌های اجتماعی منتشر کرد و اعلام کرد که این قطعه آغازی برای دوران جدید فعالیت‌های هنری‌اش است. او در گفت‌وگویی با بیلبورد در ماه مه همان سال، اظهار داشت که در حال آماده‌سازی برای سومین دورهٔ آلبوم خود است؛ «بدون هیچ دل‌شکستگی و بدون هیچ مردی»، و ترانهٔ «My Oh My» را به‌عنوان «آغاز من» توصیف کرد و از دوران بهبودی شخصی‌اش سخن گفت. این ترانه در ابتدا قرار بود به‌عنوان تک‌آهنگ آغازین آلبوم سوم معرفی شود؛ اما پس از انتشار قطعهٔ «Spot a Fake» در ۲۰ سپتامبر، مکس اعلام کرد که تنها این ترانه در آلبوم گنجانده خواهد شد. با این حال، او در مصاحبه‌ای با پیپل اشاره کرد که نسخهٔ نخست آلبوم — که شامل «My Oh My» و «Spot a Fake» بود — به دلیل مسائل شخصی کنار گذاشته شده است.
در ۹ آوریل ۲۰۲۵، مکس لینکی به وبگاهی با عنوان «Don't Click Play on Ava Max» منتشر کرد که کاربران می‌توانستند با کلیک بر دکمه «امضا کردن دادخواست»، پیش‌نمایشی از یکی از قطعات آیندهٔ آلبوم را گوش دهند.
او در ۱ مه، با نقل‌قول از اعلام انتشار هشتمین آلبوم استودیویی اد شیرن با نام بازی (Play) در پلتفرم اکس (توییتر سابق)، آلبوم جدید خود را معرفی کرد.
طبق توصیف مجلهٔ بیلبورد، تصویر روی جلد این آلبوم، مکس را درون یک مثلث شعله‌ور شبیه دکمهٔ پخش نمایش می‌دهد که به لبه‌های آن چنگ زده است — نمایی که به گفتهٔ مجله می‌تواند نماد انرژی پرشور این آلبوم باشد.